# San Genesio ed Uniti
San Genesio ed Uniti – miejscowość i gmina we Włoszech, w regionie Lombardia, w prowincji Pawia.
Według danych na rok 2004 gminę zamieszkiwało 3395 osób, 424,4 os./km².